# التهاب المصلية
التهاب المصلية (بالإنجليزية: Serositis)‏ هو التهاب يصيب النسيج المصلي في الجسم، يبطن هذا النسيج القلب (التأمور) والرئتين (الجنبة) والبطانة الداخلية للبطن (الصفاق) والأعضاء الداخلية. يوجد مع التهاب المصلية تغليف دهني ودهن زاحف.

## الأسباب
يظهر التهاب المصلية مع عدد من الأمراض:
- الذئبة الحمامية
- التهاب المفاصل الروماتويدي
- حمى البحر الأبيض المتوسط
- مرض الكلى المزمن
- الالتهاب المفصلي الروماتويدي اليفعي
- داء الأمعاء الالتهابي
- التهاب الزائدة الدودية الحاد
- تصلب الجلد المجموعي المنتشر